# 吸血鬼ちゃん×後輩ちゃん
『吸血鬼ちゃん×後輩ちゃん』（きゅうけつきちゃん こうはいちゃん）は、嵩乃朔による日本の百合漫画作品。『電撃G'sコミック』にて、2017年4月号から2019年4月号まで連載されていた。普通の女子高生である絢藤沙羅と、蝶鬼である花厳アイリスとの不思議な関係を描く。
公式Twitterにて略称を公募した結果、吸輩（きゅうぱい）ちゃんに決定した。

## あらすじ
私立藤ヶ嶺学院に転入してきた絢藤沙羅は、極度の赤面症であることを除けばごく普通の女子高生である。人とのコミュニケーションを苦手とする沙羅は、転入後なかなか友達ができないことを悩んでいた。
ある日、1人静かにお昼ご飯を食べられる場所を探していた彼女は、学院内に佇む洋館に迷い込む。そこで見かけたのは、担任教師が生徒と事に及んでいるような光景だった。急ぎ身を隠したが、学院の生徒会長花厳アイリスに見つかってしまう。

## 登場人物
絢藤 沙羅（あやふじ さら）
本作主人公。私立藤ヶ嶺学院の第2学年に転入してきた。クラスでは美化委員を務める。
極度の赤面症であるため人とのコミュニケーションが苦手であり、友達がなかなか作れないことを悩んでいる。
幼いころに両親を亡くし、以降祖母である絢藤純に育てられた。しかし祖母も既に亡くなっており、現在は一人暮らしをしている。
アイリスに吸血され、彼女の「花贄（はなよめ）」となる。
一人称は僕。
花厳 アイリス（かざり アイリス）
本作もう一人の主人公。私立藤ヶ嶺学院生徒会長を務める3年生。100メートルは10.7秒。
「蝶鬼」であり、沙羅を自身の花贄とした。
花厳家の当主である。厳格な家柄であり、養育は全て後見人によって行われてきた。
テーマパーク「ハピネスランド」が大好き。
レトルト食品の作り方すら知らないほど料理下手。沙羅に教わりながら練習中である。
刀祢 紫苑（とね しおん）
沙羅の担任教師にして蝶鬼。現在1500歳。
メガネをかけており、常に白衣を着用している。
花贄は葵衣だが、相当な女たらしでもある。
沢ノ瀬 葵衣（さわのせ あおい）
私立藤ヶ嶺学院の生徒。Fカップ。
紫苑の花贄であるが、自ら進んでその関係となった。
制服にはスクールリボンではなくリボンタイを着けている。
日野宮 遥子（ひのみや ようこ）
蝶鬼の保護を行う財団法人「プシュケー」の会長。

## 書誌情報
- 嵩乃朔 『吸血鬼ちゃん×後輩ちゃん』 KADOKAWA〈電撃コミックNEXT〉、全4巻
  1. 2017年9月27日発売[5]ISBN 978-4-04-893318-6
  2. 2018年3月27日発売[6]ISBN 978-4-04-893732-0
  3. 2018年9月27日発売[7]ISBN 978-4-04-912069-1
  4. 2019年3月27日発売[8]ISBN 978-4-04-912442-2